# Burgunderrecht
Das Burgunderrecht umfasst die germanische Rechtskodifikation aus dem Reich der Burgunder. Es ist vor allem in zwei nachklassischen Sammlungen niedergelegt: in der lex Burgundionum (auch lex Gundobada oder im Französischen loi Gombette) und der lex Romana Burgundionum.

## Lex Burgundionum
Die lex Burgundionum ist in 14 Handschriften seit dem 9. Jahrhundert überliefert. Teils wird der Text mit 88 Titeln, seltener mit 105 Titeln geführt. Es wird vermutet, dass die Mehrzahl an Titeln auf eine Neuredaktion mit weiteren Novellenschichten zurückzuführen ist. Die am Vorbild der römischen Rechtstradition orientierten Gesetzestexte der lex Burgundionum bestehen aus Erlassen der burgundischen Könige und befassen sich mit Familienrecht (Heirat, Erbrecht), Eigentums- und Nutzungsrechten (erstmalige Differenzierung im germanischen Rechtskreis) sowie Wergeldern und Strafen. Sie regelten sowohl das Leben zwischen Burgundern als auch das zwischen Burgundern und Gallorömern. Zwar dominieren römische Rechtszüge, gleichwohl ist viel germanisches Recht enthalten, stärker als in den Gesetzbüchern der Wisigoten. Für die germanischen Rechtsanteile mag die verschollene lex Theodoricianus Inhalte vermittelt haben.
Zwar stammen die ältesten noch erhaltenen Abschriften aus dem 9. Jahrhundert, doch wird die lex Burgundionum dem 516 gestorbenen König Gundobad zugeschrieben, da eine Novelle aus dem Herbst 501 existiert. Spätestens jedoch wird sein Nachfolger Sigismund als Gesetzesvater vermutet (eher aber Neuredaktion). Der Streit um die Zuschreibung zu Gundobad oder Sigismund resultiert aus der handschriftlichen Überlieferung: Sieben Handschriften nennen Gundobad, sieben weitere Sigismund als Urheber der lex. Sehr wahrscheinlich gibt die lex in einer Neufassung Sigismunds ein in weiten Teilen von Gundobad herrührendes und mehrmals mit Hilfe des westgotischen Codex Euricianus (Einfluss aber noch unerforscht) überarbeitetes Werk wieder. Die Interpolationen Sigismunds dürften nicht sehr häufig sein. Andererseits soll nicht unerheblich die Ausstrahlung der lex Burgundionum auf die lex Salica und die lex Ripuaria gewesen sein.
Der Text der lex überliefert drei Gruppen von Normen: Weistümer, legislative Akte im Stil spätrömischer Imperatoren und vertraglich befestigtes Recht. Je nach Quelle leitet jeweils ein Edikt eines der beiden Könige den Text ein. Bei der Formulierung der Königserlasse, an der neben dem Herrscher vermutlich auch die Großen des Reiches beteiligt waren, wurde das Gewohnheitsrecht der Burgunder in Anlehnung an das römische Recht ausformuliert. Dies zeigt sich vor allem an Textanleihen aus dem Codex Theodosianus beziehungsweise den Paulussentenzen. Gundobad und Sigismund griffen sicherlich auf im römischen Recht bewanderte Berater zurück.
Mit der lex wurde das Ziel verfolgt, das Recht an veränderte soziale und wirtschaftliche Bedürfnisse anzupassen. So sollten frühere Rechte (priores leges) nach Abwägung aller Umstände einer gerechten Lösung weichen (Tit. 42 lex Burgundionum), Lücken in der Rechtsüberlieferung wurden geschlossen (Tit. 48 lex Burgundionum). Richter durften in der lex nicht geregelte Zweifelsfälle nicht allein entscheiden, sondern mussten diese dem König vorlegen, der als solus interpres legum die verbindliche Entscheidung zu treffen hatte.

## Lex Romana Burgundionum
Bei diesem Text handelt es sich um eine Sammlung von Übernahmen aus zahlreichen römischen Gesetzesquellen. Die älteste erhaltene Abschrift stammt aus dem 7. Jahrhundert. Vermutlich war die lex Romana Burgundionum vor allem zur Anwendung gegenüber den Gallorömern im Burgunderreich gedacht.

## Collectio Flaviniacensis
Die Collectio Flaviniacensis war burgundische Formelsammlung aus dem 8. Jahrhundert. Hauptanleihen tätigte dieses Sammelwerk bei den fränkischen Formulae Marculfi und Turonenses.